# Język koneraw
Język koneraw (in. konorau, konerau) – język papuaski używany na wyspie Kolopom (Frederik Hendrik) w prowincji Papua w Indonezji. Według danych z 2001 r. posługuje się nim 1200 osób.
Jego użytkownicy zamieszkują pojedynczą wieś na południu wyspy Kolopom. Potencjalnie zagrożony wymarciem, znajduje się bowiem pod presją innych języków (indonezyjskiego i sąsiedniego kimaghima).
Jest blisko spokrewniony z językiem mombum, z którym tworzy grupę języków mombum (komolom). Ich przynależność do języków transnowogwinejskich jest niepewna. Są bardzo słabo opisane. Dostępne dane nt. koneraw mają charakter leksykalny.